# Стрешнев, Пётр Иванович
Пётр Иванович Стрешнев  (1711—1771) — русский генерал-аншеф из рода Стрешневых. Владелец подмосковного села Покровское.

## Биография
Внук ближнего боярина Р. М. Стрешнева. Четвертый (младший) сын стольника Ивана Родионовича Стрешнева (1665—1722) и Натальи Львовны Вельяминовой (1674—1733) родился 24 мая (4 июня) 1711 года. Братья — Михаил, Николай и Василий Стрешневы. Сёстры — Марфа (жена графа А. И. Остермана) и Прасковья (жена князя И. А. Щербатова).
Поступил на службу в 1729 году. В 1740 году был произведён в генерал-майоры, в 1743—1744 гг. служил на Царицынской линии. В 1748—1752 гг. командовал войсками в Прибалтике, с 1752 года — генерал-лейтенант.
Начальствовал над Московской (1753—1758) и Украинской дивизиями (1758—1762). В 1758 году был пожалован орденом Св. Александра Невского и чином генерал-аншефа. В 1761—1762 годах исполнял обязанности генерал-губернатора в Киеве. Уволен в отставку 2 апреля 1762 года. Умер 5 (16) сентября 1771 года. Похоронен в Донском монастыре, «в трапезе»(в трапезной Малого собора).

## Семья и дети
Большинство его детей умерли в ранние годы. Жена, Наталья Петровна (1716—1759), в девичестве Яковлева, дочь петровского любимца, приняла монашеский постриг. Надгробие в Чудовом монастыре утрачено в советское время.
Единственная выжившая дочь — Елизавета Петровна Стрешнева (1751—1837) — вышла замуж за генерал-аншефа Фёдора Ивановича Глебова (1734—1799) и стала хозяйкой подмосковной усадьбы Покровское-Стрешнево.
В связи с пресечением боярского рода Стрешневых с 1803 года Елизавета Петровна и её дети приняли фамилию Глебовых-Стрешневых.